# Tangvayosaurus
Tangvayosaurus là một chi khủng long được Allain Taquet Battail Dejax Richir Véran Limon-Duparcmeur Vacant Mateus Sayarath Khenthavong & Phouyavong mô tả khoa học năm 1999.